# Zopyre (satrape)
Pour les articles homonymes, voir Zopyre.
 (janvier 2017).
Zopyre (vers -500) est un satrape perse cité par Hérodote dans les Histoires (livre III), il est célèbre par son dévouement, qui fit dire par son roi « qu'il préférait avoir pour allié le seul Zopyre que de posséder dix mille babylones ».

## Notice historique
Fils de Mégabyze, il serait le père de Mégabaze.[réf. nécessaire]. D'après Hérodote, il se coupa le nez et les oreilles pour faciliter à Darius Ier la prise de Babylone insurgée. Il se présenta dans cet état aux assiégés, se plaignant de la cruauté du roi qui, disait-il, l'avait traité d'une manière si cruelle et si ignominieuse : il obtint ainsi l'entrée de la place et gagna la confiance des assiégés qui lui donnèrent le gouvernement de leur ville. Il s'empressa alors d'ouvrir les portes de la ville à Darius.
La véracité de cet épisode est sujette à débat, car il semble inspiré d'un récit d'Homère, où Ulysse espionne Troie après s'être auto-mutilé. L'existence d'un satrape de Babylone nommé Zopyre n'est mentionnée dans aucune source cunéiforme.[réf. nécessaire]

## Citation
« Les Seize de Paris ne pouvans croire cette histoire le prindrent pour un Zopire , et pourtant lui baillerent à garder Sainct Germain des Prez, et fut tué avec deux ou trois cens hommes, quelque trois mois après, voulant regagner la ville. » (Agrippa d'Aubigné, La Confession catholique du Sieur de Sancy, I, 7, « Des Reliques et devotion du feu Roy », éd. PLéiade p. 607)

## Source
- Hérodote, Histoires [détail des éditions] [lire en ligne]